# Liuxiang (häradshuvudort i Kina, Shanxi Sheng, lat 37,87, long 112,56)
Liuxiang är en häradshuvudort i Kina. Den ligger i provinsen Shanxi, i den norra delen av landet, nära eller i provinshuvudstaden Taiyuan. Antalet invånare är 592 007. Befolkningen består av 303 384 kvinnor och 288 623 män. Barn under 15 år utgör 11,0 %, vuxna 15-64 år 78 %, och äldre över 65 år 9,0 %.
Runt Liuxiang är det mycket tätbefolkat, med 1 819 invånare per kvadratkilometer. Närmaste större samhälle är Taiyuan, 0,22 km söder om Liuxiang. Trakten runt Liuxiang består i huvudsak av gräsmarker.
Genomsnittlig årsnederbörd är 630 millimeter. Den regnigaste månaden är juli, med i genomsnitt 205 mm nederbörd, och den torraste är december, med 3 mm nederbörd.